# Arnór Hannibalsson
Pour les articles homonymes, voir Hannibalsson.
Arnór Hannibalsson (1934 - 2012) est un philosophe, historien, et traducteur islandais, et ancien professeur de philosophie à l'Université d'Islande. Il a terminé son second cycle universitaire en philosophie à l'Université de Moscou et son doctorat en philosophie à l'Université d'Édimbourg en Écosse.

## Biographie
Arnór Hannibalsson est le fils d'Hannibal Valdimarsson, un ancien ministre de la Communication et des Affaires sociales islandais, et a eu plusieurs fils et une seule fille, la journaliste Thóra Arnórsdóttir. Il est également le frère de l'ancien ministre des affaires étrangères islandais Jón Baldvin Hannibalsson (en).
Il s'est principalement intéressé à l'esthétique, à la philosophie, à l'histoire, à l'épistémologie et à la science. En 1975, il a traduit du polonais le livre Husserl. La controverse Idéalisme - Réalisme de Roman Ingarden. Il a également contribué à des revues en écrivant des articles tels que « La science historique islandaise dans l'après-guerre, 1944-1957 ».
Arnór Hannibalsson avait un point de vue anticommuniste et, d'après son livre Moskvulínan: Kommúnistaflokkur Íslands og Komintern, Halldor Laxness og Sovétríkin, 1999/2000, il a été très critiqué par les socialistes islandais. Il est par ailleurs fortement nationaliste, s'opposant tant à la réforme de l'enseignement primaire proposée dans les années 1960, jugée gauchisante avec l'introduction de considérations psychologiques ou tiers-mondistes « à vomir » , qu'à celle dans les années 1980 de l'histoire traitée sur le mode "nationalisme soft" et cessant d'opposer des Islandais parfaits à des voisins brutaux : au-delà des faits, ne pas tout faire pour unir les Islandais dans la lutte pour la survie de leur pays est pour lui une trahison. 
Bien que parlant russe, polonais et anglais, il choisit, hors ses traductions, de ne publier qu'en islandais, au motif que c'est bien à ses 230 000  compatriotes qu'il s'adresse.
C'est sous son égide que les relations diplomatiques entre l'Islande et la Lituanie ont officiellement débuté sachant que l'Islande a été le premier pays à reconnaître l'indépendance de la Lituanie le 11 février 1991. En février 2010, il reçoit la croix de commandeur de l'ordre du mérite de Lituanie[réf. à confirmer].
En 1995, il fait partie des premiers membres (deux par pays) nommés à la tête du Comité nordique de bioéthique.
Il a été professeur à l'université de Reykjavik. Consul général honoraire de Lituanie, il a beaucoup œuvré à la reconnaissance internationale de l'indépendance de la Lituanie. Il est décédé le 28 décembre 2012.

## Principales publications
- 1978 Rökfræðileg aðferðafræði (Logique, Méthodologie)
- 1979 Siðfræði vísinda (l'Éthique de la Science)
- 1985 Heimspeki félagsvísinda (la Philosophie de la Société)
- 1985 Um rætur þekkingar (les Racines de La Connaissance)
- 1987 Fagurfræði (Esthétique)
- 1987 Söguspeki (Histoire De La Sagesse)
- 1999 Moskvulínan: Kommúnistaflokkur Íslands og Komintern, Halldor Laxness og Sovétríkin (Moscou Ligne: Le Parti Communiste de l'Islande et le Komintern, Halldor Laxness et l'Union soviétique)